# Friedrich Traugott Kützing

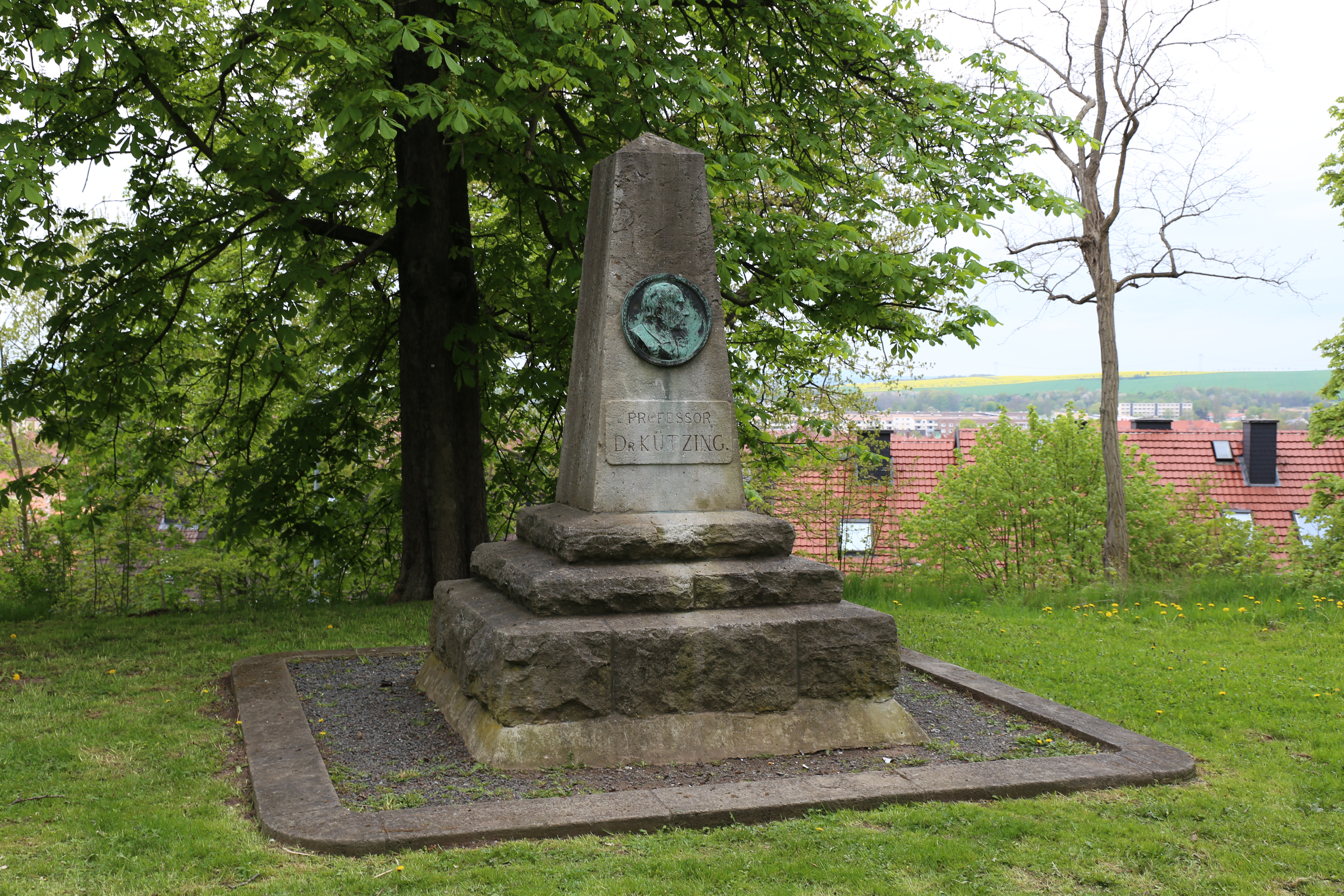
Kützingdenkmal in Nordhausen

Friedrich Traugott Kützing (* 8. Dezember 1807 in Ritteburg; † 9. September 1893 in Nordhausen) war ein deutscher Botaniker und Algenforscher. Sein offizielles botanisches Autorenkürzel lautet „Kütz.“

## Leben und Wirken
Nachdem Friedrich Kützing zunächst als Apotheker beschäftigt war, studierte er in Halle Naturwissenschaften, machte eine botanische Reise nach dem „Litorale“, Dalmatien, Italien und in die Alpen und wurde 1838 Lehrer der Naturwissenschaften an der Realschule in Nordhausen. 1843 wurde er zum Professor ernannt und trat 1883 in den Ruhestand. Kützing wurde am 15. Oktober 1842 mit dem akademischen Beinamen Vaucher I. unter der Matrikel-Nr. 1504 in die Kaiserliche Leopoldino-Carolinische deutsche Akademie der Naturforscher aufgenommen.
Für die spezielle Algenkunde wurde durch Kützings Arbeiten eine neue Epoche begründet. Sein Werk „Species algarum“ (Leipz. 1849) enthält sämtliche damals bekannte Arten. Außerdem schrieb er: „Synopsis Diatomearum“ (Halle 1833); „Tabulae phycologicae“ (Nordhausen 1845–1870, 20 Bde. mit 2000 kolorierten Tafeln); „Phycologia generalis, oder Anatomie, Physiologie und Systemkunde der Tange“ (Leipzig 1843, mit 80 kolorierten Tafeln); „Die kieselschaligen Bacillarien oder Diatomeen“ (Nordhausen 1844, mit 30 Tafeln; 2. Abdr. 1865); „Phycologia germanica“ (Nordhausen 1845). K. gab auch die „Algae aquae dulcis“ (Halle 1833–1836, Heft 1–16) in getrockneten Exemplaren heraus und schrieb noch: „Die Naturwissenschaften in den Schulen als Beförderer des christlichen Humanismus“ (Nordhausen 1850) und „Grundzüge der philosophischen Botanik“ (Leipzig 1851–1852, 2 Bände).
In letzterem Werk trat er als Verteidiger der Urzeugung auf und bekämpfte die Hypothese von der Stabilität der Arten.
Kützing arbeitete auch mit Hefen. Er konnte als einer der ersten Wissenschaftler unabhängig von Charles Cagniard-Latour und Theodor Schwann 1837 die Bedeutung von Hefen in der alkoholischen Gärung nachweisen.

## Ehrungen
Nach ihm sind die Algengattungen Kuetzingia Sonder, Kuetzingiella Kornmann und Kuetzingina Kuntze benannt worden.